# Steve Eckhardt
Pour les articles homonymes, voir Eckhardt.
Steve Eckhardt est un acteur américain ayant beaucoup tourné en France.

## Filmographie

### Cinéma
- 1965 : Le Gendarme à New York de Jean Girault
- 1968 : La Piscine de Jacques Deray
- 1969 : Le Clan des Siciliens d'Henri Verneuil
- 1969 : Les Chemins de Katmandou d'André Cayatte
- 1970 : Le Passager de la pluie de René Clément
- 1971 : Le Casse d'Henri Verneuil
- 1971 : Le Cinéma de papa de Claude Berri

### Télévision
- 1969 : Thibaud ou les Croisades de Joseph Drimal, épisode : Le Templier
- 1974 : Les Brigades du Tigre de Victor Vicas, épisode : Les Vautours